# Rhyacia punctinotata
Rhyacia punctinotata là một loài bướm đêm trong họ Noctuidae.